# Liste der Mitglieder des Ersten Vereinigten Landtages der Provinz Preußen
Diese Liste nennt die Mitglieder des Ersten Vereinigten Landtages aus der Provinz Preußen 1847.

## Hintergrund
Formal war der Vereinigte Landtag ein gemeinsames Zusammenkommen der Provinziallandtage Preußens. Entsprechend setzte sich die Gruppe der Abgeordneten aus der Provinz Preußen so zusammen, wie der Provinziallandtag der Provinz Preußen. Da der vereinigte Landtag aus einer „Herrenkurie“ (Fürsten und Standesherren) und der „Kurie der drei Stände“ (Landadel, städtische Grundbesitzer und Großbauern) bestand, im Provinziallandtag der Provinz Preußen aber keine gesonderte Vertretung der Herrenkurie bestand, wurde -abweichend vom üblichen Wahlrecht des Provinziallandtag der Provinz Preußen- angeordnet, dass Vertreter des Standes der Fürsten, Grafen und Herren Mitglieder des Vereinigten Landtags sein sollten und die Zahl der Vertreter der Ritterschaft dafür verringert werden sollte.

## Liste der Abgeordneten
| Kurie         | Landesteil  | Abgeordneter                                               | Anmerkung                                                 |
| ------------- | ----------- | ---------------------------------------------------------- | --------------------------------------------------------- |
| Herrenkurie   | Ostpreußen  | Reichsburggraf Friedrich Karl Alexander Graf zu Dohna-Lauk | Majoratsherr auf Lauk                                     |
| Herrenkurie   | Ostpreußen  | Burggraf Otto Graf zu Dohna-Reichertswalde                 | Besitzer des Familienfideikommisses Grafschaft Dohna      |
| Herrenkurie   | Ostpreußen  | Burggraf Richard Friedrich Graf zu Dohna-Schlobitten       |                                                           |
| Herrenkurie   | Ostpreußen  | Burggraf Karl Ludwig-Alexander Graf zu Dohna-Schlodien     |                                                           |
| Herrenkurie   | Ostpreußen  | Reichsgraf Otto von Keyserlingk zu Rautenburg              |                                                           |
| Ritterschaft  | Ostpreußen  | Ernst Wilhelm Christian von Arnim                          | Landschaftsrat aus Koppershagen                           |
| Ritterschaft  | Ostpreußen  | Alfred von Auerswald                                       | Generallandschaftsdirektor aus Plauthen                   |
| Ritterschaft  | Ostpreußen  | Kurt von Bardeleben                                        | Landrat und Rittergutsbesitzer auf Rodems                 |
| Ritterschaft  | Ostpreußen  | Gustav Wilhelm Bannasch                                    | Rittergutsbesitzer in Perkau                              |
| Ritterschaft  | Ostpreußen  | Magnus von Brünneck                                        | Oberburggraf, Landtagsmarschall in Bellschwitz            |
| Ritterschaft  | Ostpreußen  | Ludwig Wilhelm zu Dohna-Lauck                              | Landschaftsdirektor in Wesselshöfen                       |
| Ritterschaft  | Ostpreußen  | Friedrich Ernst Leopold Donalitius                         | Rittergutsbesitzer auf Grauden                            |
| Ritterschaft  | Ostpreußen  | Botho Heinrich zu Eulenburg                                | Landrat und Rittergutsbesitzer auf Wicken                 |
| Ritterschaft  | Ostpreußen  | Karl Ferdinand von Fabeck                                  | Landrat, Major a. D. und Rittergutsbesitzer auf Jablonken |
| Ritterschaft  | Ostpreußen  | Karl Ludwig Wilhelm Bonaventura Graf von Finckenstein      | Obermarschall und stellv. Landtagsmarschall               |
| Ritterschaft  | Ostpreußen  | Hensche                                                    | Rittergutsbesitzer auf Pogrimmen                          |
| Ritterschaft  | Ostpreußen  | Moritz Julius Jachmann                                     | Kommerzienrat in Trutenau                                 |
| Ritterschaft  | Ostpreußen  | Friedrich-Wilhelm-Ferdinand von Kall                       | Rittmeister a. D. und Rittergutsbesitzer in Tengen        |
| Ritterschaft  | Ostpreußen  | Rudolf Hermann von Kannewurff                              | Rittergutsbesitzer in Baitkowen                           |
| Ritterschaft  | Ostpreußen  | Käsewurm                                                   | Rittergutsbesitzer auf Puspern                            |
| Ritterschaft  | Ostpreußen  | Emil von Kunheim                                           | Generallandschaftsrat und Rittergutsbesitzer in Spanden   |
| Ritterschaft  | Ostpreußen  | Wilhelm Kunkel                                             | Landschaftsrat und Rittergutsbesitzer in Groß Maraunen    |
| Ritterschaft  | Ostpreußen  | Alexander von Lavergne-Peguilhen                           | Landrat in Grabowo                                        |
| Ritterschaft  | Ostpreußen  | Moritz von Lavergne-Peguilhen                              | Landrat in Kunzheim                                       |
| Ritterschaft  | Ostpreußen  | Reimer                                                     | Rittergutsbesitzer in Milchbude                           |
| Ritterschaft  | Ostpreußen  | Ernst Friedrich Fabian von Saucken-Tarputschen             | Rittmeister a. D. und Rittergutsbesitzer auf Tarputschen  |
| Ritterschaft  | Ostpreußen  | Wilhelm Kunkel                                             | Landschaftsrat und Rittergutsbesitzer in Groß Maraunen    |
| Ritterschaft  | Ostpreußen  | Hans Karl von Schön                                        | Amtsrat in Blumberg                                       |
| Ritterschaft  | Ostpreußen  | August von Saucken-Julienfelde                             | Rittergutsbesitzer in Julienfelde                         |
| Ritterschaft  | Ostpreußen  | Franz Eugen Sperber                                        | Rittergutsbesitzer in Gerskullen                          |
| Ritterschaft  | Ostpreußen  | Leopold Thiel                                              | Amtmann in Ranten                                         |
| Ritterschaft  | Ostpreußen  | David Thiel                                                | Leutnant a. D. und Rittergutsbesitzer in Wangotten        |
| Ritterschaft  | Ostpreußen  | Gotthardt Otto Heinrich von Tyczka                         | Rittergutsbesitzer in Ribben                              |
| Städte        | Ostpreußen  | Heinrich Dembowski                                         | Ratsmann in Angerburg                                     |
| Städte        | Ostpreußen  | Friedrich Philipp Dulk                                     | Universitätsprofessor in Königsberg                       |
| Städte        | Ostpreußen  | Charles Stanislaus Frentzel-Beyme                          | Kaufmann in Memel                                         |
| Städte        | Ostpreußen  | Karl Ludwig Heinrich                                       | Kaufmann in Königsberg                                    |
| Städte        | Ostpreußen  | Marx (oder Marr)                                           | Bürgermeister in Heilsberg                                |
| Städte        | Ostpreußen  | Meyhöfer                                                   | Bürgermeister in Labiau                                   |
| Städte        | Ostpreußen  | Mongrovius                                                 | Bürgermeister in Passenheim                               |
| Städte        | Ostpreußen  | Pultke                                                     | Kaufmann in Barten                                        |
| Städte        | Ostpreußen  | Valentin Schlattel                                         | Ratmann in Braunsberg                                     |
| Städte        | Ostpreußen  | Johann Wilhelm Schlenther                                  | Ratsherr und Apotheker in Insterburg                      |
| Städte        | Ostpreußen  | Karl Friedrich Schlewe                                     | Bürgermeister in Riesenburg                               |
| Städte        | Ostpreußen  | Carl Gottfried Sperling                                    | Bürgermeister in Königsberg                               |
| Städte        | Ostpreußen  | Andreas Urra                                               | Bürgermeister in Wormditt                                 |
| Städte        | Ostpreußen  | Johann Wächter                                             | Kommerzienrat in Tilsit                                   |
| Städte        | Ostpreußen  | Ludwig Wenghöffer                                          | Kaufmann und Stadtverordnetenvorsteher in Gumbinnen       |
| Landgemeinden | Ostpreußen  | Karl Friedrich Born                                        | Amtmann in Krappen                                        |
| Landgemeinden | Ostpreußen  | Carl Albrecht Braemer                                      | Landschaftsrat in Ernstberg                               |
| Landgemeinden | Ostpreußen  | Forstreuter                                                | Gutsbesitzer in Groß Baum                                 |
| Landgemeinden | Ostpreußen  | Karl August Greger                                         | Gutsbesitzer in Nassental                                 |
| Landgemeinden | Ostpreußen  | Martin Grunwald                                            | Landgeschworener in Schafsberg                            |
| Landgemeinden | Ostpreußen  | Moritz Hasenwinkel                                         | Gutsbesitzer auf Gut Faulbruch                            |
| Landgemeinden | Ostpreußen  | Jordahn                                                    | Landschaftsrat und Gutsbesitzer in Radtkeim               |
| Landgemeinden | Ostpreußen  | Martin Meyhoeffer                                          | Gutsbesitzer in Schakummen                                |
| Landgemeinden | Ostpreußen  | Dr. med. Johann Friedrich Morgen                           | Hofrat auf Clemmenhof                                     |
| Landgemeinden | Ostpreußen  | Nickel                                                     | Gutsbesitzer in Pfeffendorf                               |
| Landgemeinden | Ostpreußen  | Riebold                                                    | Gutsbesitzer in Kanitzken                                 |
| Landgemeinden | Ostpreußen  | Sacksen                                                    | Landschaftsrat in Karschau; Am 17. Juni 1847 ausgetreten  |
| Landgemeinden | Ostpreußen  | Franz Ludwig Siegfried                                     | Landschaftsrat und Gutsbesitzer auf Kirschnehmen          |
| Landgemeinden | Ostpreußen  | Joachim Schulz                                             | Mühlenbesitzer in Schilla                                 |
| Landgemeinden | Ostpreußen  | Schumann                                                   | Gutsbesitzer in Rataywalla                                |
| Ritterschaft  | Westpreußen | von Beringe                                                | Rittergutsbesitzer zu Cielanta                            |
| Ritterschaft  | Westpreußen | Ludwig Christoph Blindow                                   | Landrat des Kreises Berent in Podless                     |
| Ritterschaft  | Westpreußen | du Bois                                                    | Rittergutsbesitzer zu Luckoczin                           |
| Ritterschaft  | Westpreußen | Theodor von Donimierski                                    | Landschaftsdeputierter in Buchwalde                       |
| Ritterschaft  | Westpreußen | Adolph von Gordon                                          | Landschaftsdeputierter in Laskowitz                       |
| Ritterschaft  | Westpreußen | Carl Stanislaus von Gralath                                | Landschaftsdirektor und Rittergutsbesitzer auf Sulmin     |
| Ritterschaft  | Westpreußen | Hoof                                                       | Rittergutsbesitzer zu Rondsen                             |
| Ritterschaft  | Westpreußen | Carl Ignatz Josef von Kalckstein                           | Rittergutsbesitzer zu Pluskowentz                         |
| Ritterschaft  | Westpreußen | Georg Kasper von Kleist                                    | Landrat aus Rheinfeldt                                    |
| Ritterschaft  | Westpreußen | von Kossowski                                              | Rittergutsbesitzer zu Gajewo                              |
| Ritterschaft  | Westpreußen | Ludwig von Platen                                          | Landrat in Tillau                                         |
| Ritterschaft  | Westpreußen | Franz Theodor von Prondzinski                              | Generalmajor                                              |
| Ritterschaft  | Westpreußen | Stadtmiller                                                | Gutsbesitzer zu Jakobkau                                  |
| Ritterschaft  | Westpreußen | Wehr                                                       | Rittergutsbesitzer auf Kensau                             |
| Ritterschaft  | Westpreußen | Eduard Zychlinski                                          | Landrat und Rittergutsbesitzer auf Stranz                 |
| Städte        | Westpreußen | Heinrich Burghart Abegg                                    | Ältester der Kaufmannschaft und Kommerzienrat in Danzig   |
| Städte        | Westpreußen | Dahlström                                                  | Ratsmann in Preußisch Friedland                           |
| Städte        | Westpreußen | Friedrich Ferdinand Denk                                   | Bürgermeister in Loebau                                   |
| Städte        | Westpreußen | Friedrich Wilhelm von Franzius                             | Abgeordneter der Stadt Danzig                             |
| Städte        | Westpreußen | Ernst Gadegast                                             | Bürgermeister in Culm                                     |
| Städte        | Westpreußen | Ignatz Grunau                                              | Kommerzienrat in Elbing                                   |
| Städte        | Westpreußen | Friedrich Wilhelm Jebens                                   | Kaufmann in Danzig                                        |
| Städte        | Westpreußen | Johann Jacob Krause                                        | Bürgermeister in Elbing                                   |
| Städte        | Westpreußen | Martens                                                    | Kaufmann in Tuchel                                        |
| Städte        | Westpreußen | Plagemann                                                  | Stadtverordneter in Marienburg                            |
| Städte        | Westpreußen | Schmidt                                                    | Bürgermeister in Dirschau                                 |
| Städte        | Westpreußen | Gustav Weese                                               | Kaufmann in Thorn                                         |
| Städte        | Westpreußen | Weise                                                      | Kaufmann in Graudenz                                      |
| Landgemeinden | Westpreußen | Carl Albrecht Brämer                                       | Landschaftsrat in Ernsberg                                |
| Landgemeinden | Westpreußen | Harder                                                     | Grzymalla                                                 |
| Landgemeinden | Westpreußen | Hein                                                       | Kommerau                                                  |
| Landgemeinden | Westpreußen | Minckley                                                   | Gutsbesitzer in Eichwalde                                 |
| Landgemeinden | Westpreußen | Franz Schönlein                                            | Reckau                                                    |
| Landgemeinden | Westpreußen | Schulz                                                     | Schwetz (Kreis Graudenz)                                  |
| Landgemeinden | Westpreußen | Timm                                                       | Gutsbesitzer in Blankwitz                                 |
| Landgemeinden | Westpreußen | Wessel                                                     | Gutsbesitzer in Stüblau                                   |